# Mikio Satō
Mikio Satō (jap. 佐藤 幹夫, Satō Mikio; * 18. April 1928 in Tokio; † 9. Januar 2023) war ein japanischer Mathematiker, der sich vor allem mit Analysis, mathematischer Physik beschäftigte und auch für eine zahlentheoretische Vermutung bekannt war.

## Leben
Satō war der Sohn eines Anwalts. Während des Zweiten Weltkriegs wurde die Familie in Tokio ausgebombt. Satō selbst schleppte während dieser Zeit in einer Fabrik Kohlen. 1945 bis 1948 besuchte er die 1. Oberschule, die damals als Eliteschule galt.
Danach arbeitete er als Oberschullehrer, um seine Familie zu unterstützen, und blieb Lehrer bis 1958. Er studierte daneben ab 1949 an der Universität Tokio. Seine schriftliche Arbeit erhielt zwar Bestnoten, da er aber Prüfungen versäumt hatte, konnte er nicht Assistent werden und studierte zunächst weiter, diesmal theoretische Physik, unter anderem bei Shin’ichirō Tomonaga. Sommer 1957 schrieb er eine Arbeit über die Theorie der Hyperfunktion, um als Doktorand in der mathematischen Fakultät angenommen zu werden. Shōkichi Iyanaga sorgte dafür, dass er als Assistent eingestellt wurde (eigentlich war er Assistent von Kōsaku Yoshida) und 1963 wurde er in Tokio bei ihm promoviert. 1960 wurde er Lehrkraft an der Pädagogischen Hochschule Tokio, und 1960 bis 1962 war er am Institute for Advanced Study (Iyanaga hatte seine Arbeiten an André Weil geschickt). Danach war er Professor an der Universität Ōsaka und der Universität Tokio. 1970 wurde er Professor am Research Institute for Mathematical Sciences (RIMS) der Universität Kyōto. 1987 bis 1991 war er Direktor des RIMS. Zuletzt war er Professor Emeritus an der Universität Kyōto.
1969 erhielt er den Asahi-Preis und 1976 den Preis der japanischen Akademie der Wissenschaften. 1984 erhielt er den japanischen Kulturorden und 1987 den Fujiwara-Preis. Satō ist seit 1993 Mitglied der amerikanischen National Academy of Sciences. 1997 erhielt er den Rolf-Schock-Preis und 2003 den Wolf-Preis. 1983 hielt er einen Plenarvortrag auf dem ICM in Warschau (Monodromy theory and holonomic quantum fields – a new link between mathematics and theoretical physics) und 1970 war er Invited Speaker auf dem ICM in Nizza (Regularity of hyperfunction solutions of partial differential equations).
Zu seinen Doktoranden zählte Masaki Kashiwara. Ein weiterer enger Mitarbeiter beim Ausbau der mikrolokalen Analysis war Takahiro Kawai.

## Werk
Satō war vor allem für die Entwicklung seiner Theorie der Hyperfunktionen bekannt, Verallgemeinerungen von Distributionen, die mit Hilfe der Garbentheorie definiert werden. Definiert man holomorphe Funktionen {\displaystyle f} in der oberen und {\displaystyle g} in der unteren komplexen Halbebene, so kann eine Hyperfunktion als Differenz {\displaystyle f-g} auf der reellen Achse definiert werden. Sie ist invariant bei Addition einer holomorphen Funktion {\displaystyle h} zu {\displaystyle f} und {\displaystyle g}. Er formulierte damit einen kohomologischen Zugang (ohne irgendwelche Grenzprozesse) zur Analysis parallel zu Alexander Grothendieck etwa zur gleichen Zeit. Aus seinen Arbeiten über Hyperfunktionen entwickelte sich Satōs Zugang zur mikrolokalen Analysis von partiellen Differentialgleichungen (über die „analytische Wellenfront“ von Hyperfunktionen) und zur algebraischen Theorie der {\displaystyle D}-Moduln (ausgebaut von seinem Schüler Kashiwara 1969 in seiner Dissertation). Die Idee der Analogie von Moduln über kommutativen Ringen zu Vektorbündeln über Mannigfaltigkeiten formulierte er schon 1960 in einem Kolloquiumsvortrag in Tokio. Satō war mit seinen Ideen seiner Zeit voraus: Sie schienen den Analytikern fremdartig und wurden relativ spät aufgegriffen bzw. erst in alternativen Formulierungen wie denen von Lars Hörmander. Eine Ausnahme bildeten die französischen Mathematiker, wo Satōs garbentheoretischer und algebraischer Zugang durch die Arbeiten von Leray, Cartan und Grothendieck auf vorbereiteten Boden stieß.
Satō arbeitete auch über Zahlentheorie. Die bis heute unbewiesenen Satō-Tate-Vermutungen betreffen die Feinverteilung der Lösungsanzahlen elliptischer Kurven modulo {\displaystyle p} und sagen eine statistische Verteilungsfunktion für die Phasen der Koeffizienten der Hasse-Weil-Zetafunktionen der Kurve voraus, die die Feinverteilung bestimmen. Außerdem zeigte er 1962, wie die Ramanujan-Petersson-Vermutungen über Koeffizienten von Modulformen aus den Weil-Vermutungen folgen, später exakt bewiesen von Pierre Deligne.
1970 führte er prähomogene Vektorräume ein (Prehomogeneous Vector Spaces, PVS), endlich dimensionale Vektorräume, in denen eine Untergruppe der allgemeinen linearen Gruppe des Vektorraums einen dichten offenen Orbit hat. Er wandte sie in der Zahlentheorie an und klassifizierte irreduzible PVS 1977 mit Tatsuo Kimura bis auf eine castling genannte Transformation.
Viele seiner Motivationen bezog Satō aus der Physik. In der mathematischen Physik arbeitete er über Solitonengleichungen (teilweise mit seiner Ehefrau Yasuko Satō), die er als Graßmann-Mannigfaltigkeiten unendlicher Dimension betrachtete. Mit seiner Schule entwickelte er in den 1980er Jahren die direkte Methode zur Lösung von Solitonengleichungen von Ryōgo Hirota, wobei sie Verbindungen zu Darstellungen unendlich dimensionaler Liegruppen herstellten. Mit Tetsuji Miwa und Michio Jimbō konstruierte er explizit die {\displaystyle n}-Punkt-Korrelationsfunktionen im zweidimensionalen Ising-Modell mit Hilfe der Deformationstheorie (isomonodrom, das heißt bei erhaltener Monodromiegruppe) gewöhnlicher Differentialgleichungen von Schlesinger aus dem 19. Jahrhundert.

## Schriften
- Theory of hyperfunctions. Bände 1,2, Journal of the Faculty of Sciences, Universität Tokio, Band 8, 1959/60, S. 139, 387.
- mit T. Kawai und M. Kashiwara: Microfunctions and pseudodifferential equations. In: Komatsu (Hrsg.): Hyperfunctions and pseudodifferential equations. Proceedings Katata 1971, Springer-Verlag, Lecture Notes in Mathematics Band 287, 1973, S. 265–529.
- The {\displaystyle KP} Hierarchy and infinite dimensional Grassmannian Manifolds. In: Theta Functions. Bowdoin 1985 Conference, Proceedings Symposia Pure Mathematics, Band 49, Teil 1, AMS 1989, S. 51.
- mit Yasuko Sato: Soliton equations as dynamical systems on infinite dimensional Grassmann Manifold. In: Nonlinear partial differential equations in applied science, Tokio 1982. North Holland 1983, S. 259.
- mit T. Miwa und M. Jimbo: Holonomic quantum fields. Teil 1–5, Publications RIMS, Band 14, 1978, S. 223, Band 15, 1979, S. 201, 577, 871, Band 16, 1980, S. 531.